# Patrick Delamontagne
Patrick Delamontagne est un footballeur français né le 18 juin 1957 à La Bouëxière (Ille-et-Vilaine).

## Biographie

### Carrière de joueur
Il commence sa carrière à La Bouëxière jusqu'en DSR. En 1973 il fait partie de l'équipe de la Ligue de l'Ouest qui dispute la Coupe nationale des cadets. Parmi ses coéquipiers, les futurs professionnels Guy Stéphan et Oscar Muller. En 1974 il rejoint le Stade rennais, où il fait ses débuts en première division à 17 ans. En 1975 participe au championnat d'Europe juniors en Suisse. Joueur rapide, excellent technicien, il se forge rapidement une belle réputation. En 1978 le Stade rennais est au bord de la faillite et doit vendre ses meilleurs joueurs pour équilibrer son budget. Il rejoint alors le Stade lavallois, entraîné par Michel Le Milinaire, où il a été un meneur de jeu plein de talent et de technique, surnommé le « Platini de Le Basser ». Ces qualités lui permettent de devenir international en 1981, lorsqu'il évolue  à Nancy.
Puis il est transféré à Monaco. Avec l'équipe de la principauté, il atteint la finale de la Coupe de France et est vice-champion de France en 1984. Mais souvent handicapé par des blessures, il ne pourra jamais donner la pleine mesure de son talent.
Il retourne à Laval trois saisons et y retrouve le plaisir de jouer, puis termine sa carrière à Rennes en 1991, après un bref passage à Marseille, dont il garde un souvenir mitigé. Il est licencié de Rennes par René Ruello. Il joue ensuite comme amateur au Voltigeurs de Châteaubriant en quatrième division.
En 2001 il fait partie de l'équipe du centenaire du Stade rennais, comme remplaçant. En 2002, les supporters lavallois l'élisent dans le onze du siècle du club mayennais. En avril 2014, France Football le classe à la 28e place des meilleurs joueurs bretons. En 2020 les internautes du Télégramme le désignent dans l'équipe type du XXe siècle au Stade rennais. En 2022, le magazine So Foot le classe dans le top 1000 des meilleurs joueurs du championnat de France, à la 849e place.

### Reconversion
Il est reconverti depuis 1994 dans le secteur de l'immobilier dans le nord de Rennes auprès de Jean Blot, originaire comme lui de La Bouëxière.

## Palmarès

### En club
- Vice-champion de France en 1984 avec l'AS Monaco
- Finaliste de la Coupe de France en 1984 avec l'AS Monaco
- Vainqueur de la Coupe de la Ligue en 1984 avec le Stade lavallois
- Vainqueur de la Coupe des Alpes en 1983 avec l'AS Monaco
- Vice-champion de France de Division 2 en 1976 et en 1990 avec le Stade rennais
- Demi-finaliste de la Coupe d'Europe des Vainqueurs de Coupe en 1988 avec l'Olympique de Marseille

### En équipe de France
- 3 sélections entre 1981 et 1987
  - 1re sélection le 15 mai 1981 : France-Brésil (1-3), entré à la 59e minute (match amical)
  - 2e sélection le 31 août 1982 : France-Pologne (0-4), titulaire (match amical)
  - 3e sélection le 16 juin 1987 : Norvège-France (2-0), entré à la 80e minute (match de qualification à l'Euro 88)

## Vie personnelle
Son frère, Laurent Delamontagne, a été également footballeur professionnel. Son fils François Delamontagne est professionnel de golf, membre de l'European Tour.

## Sources
- Jacques Ferran et Jean-Philippe Réthacker - "Les guides de l'Équipe, Football 85-86", 1985 : Dictionnaire de la Division 1, page 53 ; et Dictionnaire des internationaux français, page 214.
- Georges Cadiou, Les grands noms du football breton, Éditions Alan Sutton, 2006.